# Martin Krb
Martin Krb (* 20. února 1969, Praha) je bývalý dětský herec. Jeho sestra je česká herečka Ljuba Krbová.
Studoval na gymnáziu na Praze 4, kde maturoval v roce 1987. Poté studoval na Vysoké škole ekonomické v Praze. Věnuje se podnikání.

## Filmografie

### TV seriály
- My všichni školou povinní (1984) – Jindra Jokl
- Synové a dcery Jakuba skláře (1985) – Josef Cirkl, ml.

### Filmy
- Lásky mezi kapkami deště (1979) – žižkovský kluk
- Žlutý kvítek (1981) – Petr
- Počítání oveček (1981) – kluk, který vzal Hance knihu
- Kouzelné dobrodružství (1982) – Daniel
- Vojáček a dračí princezna (1982) – chlapec v hostinci
- Cizí holka (1984) – Petr
- Pohlaď kočce uši (1985) – Bobby
- Do zubů a do srdíčka (1985) – Standa
- Parátko (1986) – Tošek

## Dabing
- Princ Zaječí srdce (1987) – Michal